# Z'ev ben Shimon Halevi
Z'ev ben Shimon Halevi (* 8. Januar 1933 als Warren Kenton in London; † 21. September 2020 ebenda) war ein britischer jüdisch Mystiker, Schriftsteller und Lehrer der Kabbalah. Als Mitbegründer der britischen Kabbalah Society und Hauptvertreter der sogenannten Toledano-Tradition der Kabbalah veröffentlichte er unter seinem spirituellen Namen (Z'ev ben Shimon Halevi) zahlreiche Werke und gilt als einer der einflussreichsten Vertreter der modernen kabbalistischen Bewegung im englischsprachigen Raum.

## Leben

### Frühe Jahre und Ausbildung
Halevi wurde am 8. Januar 1933 als Warren Kenton in eine jüdische Familie in London, England, geboren, wo er auch mit seiner Frau Rebekah lebte und arbeitete. Auf der Seite seines Vaters aus der Familie stammte er von einer rabbinischen sephardischen Linie mit Wurzeln in Bessarabien ab, die damals zum Russischen Reich gehörte. Auf der Seite seiner Mutter stammte er aus einer polnischen aschkenasischen Familie. Sein aschewischer Urgroßvater war Zerah Barnet, der half, das orthodoxe Viertel Mea Shearim vor den Toren der Altstadt von Jerusalem und eine hebräische Jawiva in Jaffa zu gründen.
Der Name Haham seiner väterlichen Linie wird auf eine Linie von Rabbi der sephardischen Kultur angewendet; es bedeutet „wise one“. Sowohl seine väterlichen als auch mütterlichen Familien waren laut Familienakten Leviten. Als sein Großvater 1900 nach England auswanderte, wurde der Nachname Haham als Kaufmann aufgezeichnet und später zu Kenton anglisiert.
Als der Zweite Weltkrieg begann, zogen er und seine Familie in ein kleines Dorf direkt hinter Beaconsfield. Nach dem Besuch der Grund- und weiterführenden Schulen in Beaconsfield zog er für sein Kunststudium an der Saint Martin’s School of Art und der Royal Academy zurück nach London. Nach seinem Studium blieb er in der britischen Hauptstadt und verfolgte neben seiner künstlerischen Arbeit – darunter Auftragswerke – auch Tätigkeiten im sozialen und kulturellen Bereich, unter anderem in allgemeinen und psychiatrischen Kliniken, in einem Theaterworkshop sowie am Royal Opera House. Neben Theaterarbeit und Grafikdesign lehrte er auch an der RADA und dem Architectural Association. Er leitete Workshops für den Wrekin Trust und lehrte an der Theosophischen Gesellschaft, dem Royal College of Art und dem Prince of Wales Institute of Architecture.

### Spirituelle Entwicklung und Namenswahl
Halevi begann im Alter von 25 Jahren intensiv Kabbalah zu studieren. Über sechs Jahrzehnte blieb er Schüler und wurde selbst Tutor dieser mystischen Tradition. Während seiner spirituellen Entwicklung reiste er zu vielen historischen kabbalistischen Zentren und vertiefte sein Verständnis der jüdischen Mystik.
Sein hebräischer Name, „Z'ev ben Shimon Halevi“, bedeutet „Wolf, Sohn von Simon, dem Leviten“ und verweist auf seine rabbinischen sephardischen Wurzeln sowie die spirituelle Lehrertradition seiner Familie. Die Namenswahl reflektiert sein spirituelles Selbstverständnis und seine Identifikation mit der Linie der kabbalistischen Lehrer. Viele seiner Veröffentlichungen werden daher unter seinem hebräischen Namen Z'ev ben Shimon Halevi herausgegeben, eine Kontraktion seines vollen Familiennamens Z'ev ben Shimon ben Joshua Haham-Halevi.

## Werk und Lehre

### Die Toledano-Tradition
Halevi begann im Alter von 25 Jahren Kabbalah zu studieren und war mehr als 60 Jahre lang Schüler und Lehrer der Tradition. Er spezialisierte sich auf die Toledano-Tradition, eine sephardisch geprägte Form der Kabbalah, die sich im mittelalterlichen Spanien und Südfrankreich herausgebildet hatte. Zu ihren Zentren gehörten die Städte Lunel, Posquières, Girona und Toledo. Diese Orte waren auch Wirkungsstätten bedeutender Kabbalisten wie Isaak der Blinde, Azriel von Gerona, Ezra ben Salomon und Nachmanides.
Die Kabbalisten jener Zeit verbanden klassische jüdische Theologie mit neuplatonischem Emanationismus, wie er zuerst durch Solomon ibn Gabirol eingeführt worden war. Im Zentrum stand die Vorstellung, dass sich das transzendente göttliche Prinzip, der En Sof ("ohne Ende"), über zehn Sphären in die manifeste Schöpfung ergießt. Diese mystische Sichtweise stand im Kontrast zur rationalistischen Philosophie Maimonides', wurde aber zu einem prägenden Strang der jüdischen Mystik. Halevi reiste auf seinen Studienreisen zu vielen dieser historischen Zentren in Europa, Nordafrika und Israel.

### Integration von Kabbalah, Psychologie und westliche Mystik
Halevi verband traditionelle jüdische Mystik mit psychologischen, spirituellen und esoterischen Fragestellungen der Gegenwart. Er lehrte unter anderem am Centre for Psychological Astrology (CPA) in London, das von Liz Greene gegründet worden war, und arbeitete mit zeitgenössischen Psychologen, Astrologen und spirituellen Lehrern zusammen.
Er verfasste auch Werke zur kabbalistischen Astrologie, auf die sich moderne Astrologen wie Judy Hall ausdrücklich bezogen. In seinem Ansatz verband er die Symbolik des kabbalistischen Lebensbaums mit Archetypenlehre, Selbsterkenntnis und spiritueller Entwicklung.

### Systematische Darstellungen und Diagramm

Der kabbalistische Lebensbaum (Etz Chaim) mit den zehn Sphären

Ein Kennzeichen seiner Lehre war der systematische Zugang zur Kabbalah. In seinen insgesamt 18 veröffentlichten Büchern – darunter ein kabbalistischer Roman – entwickelte er eine klar strukturierte Darstellungsweise, die sowohl theologische Konzepte als auch meditative und rituelle Praxis umfasste. Ein zentrales Instrument war das Diagramm des Lebensbaums (Etz Chaim), mit dem Halevi psychologische und spirituelle Entwicklungsprozesse veranschaulichte. Seine Werke wurden in sechzehn Sprachen übersetzt, darunter auch ins Hebräische.

### Internationale Lehrtätigkeit und Rezeption
Halevi lehrte weltweit in Workshops, Sommerschulen und Vortragsreihen. Zu den Einrichtungen, an denen er unterrichtete, zählen u. a. die Temenos Academy in Großbritannien (gegründet von Kathleen Raine), das Omega Institute, das New York Open Centre, die New York Kabbalah Society, das Jungian Institute of Santa Fe, die Karen Kabbalah in Atlanta sowie das Regent’s College London.
Er war Direktor der Tutors der Kabbalah Society, die er mitbegründet hatte, um das Studium der mittelalterlichen Kabbalah in der Provence und in Spanien zu fördern. Gemeinsam mit seiner Frau Rebekah richtete er eine jährliche Sommerschule in England aus, die internationale Studierende anzog. Ebenso organisierte er eine wöchentliche Studiengruppe der London Kabbalah Group in seinem Haus.
Trotz seiner internationalen Lehrtätigkeit wurden nur wenige seiner Vorträge veröffentlicht und nur ein kleiner Teil ist online zugänglich. Im Laufe der Jahre gab er jedoch mehrere Interviews für Print- und Hörfunkmedien.

## Die Kabbalah Society

### Gründung und Zielsetzung
Die Kabbalah Society wurde von Z’ev ben Shimon Halevi in den 1970er Jahren mitbegründet, um das Studium und die Weitergabe der klassischen Kabbalah zu fördern – insbesondere in der Linie der Toledano-Tradition. Ziel war es, die spirituelle Weisheit der jüdischen Mystik für Menschen unterschiedlicher kultureller und religiöser Hintergründe zugänglich zu machen, ohne deren ursprüngliche Tiefe und Struktur zu verwässern. Die Gesellschaft sollte Raum für ernsthaftes Studium, spirituelle Praxis und internationale Vernetzung bieten.
Dabei verstand sich die Kabbalah Society ausdrücklich nicht als esoterische Schule oder synkretistisches Lehrsystem, sondern als Plattform für eine lebendige, philosophisch reflektierte und ethisch fundierte Weiterführung einer spirituellen Überlieferung innerhalb des modernen Kontexts.

### Struktur und internationale Tätigkeit
Die Kabbalah Society entwickelte sich rasch zu einem internationalen Netzwerk von Studierenden und Lehrenden der Kabbalah, das auf allen Kontinenten aktiv wurde. Unter der Leitung von Halevi entstand ein Kreis von Tutoren, die seine Lehrmethode in wöchentlichen Studiengruppen, mehrtägigen Seminaren und mehrwöchigen Sommerschulen weitervermittelten. Die Lehre verband klassische Texte mit modernen psychologischen Fragestellungen, spiritueller Selbsterkenntnis und ethischer Lebensführung.
Zentrale Veranstaltungen waren die jährlich stattfindenden Sommerschulen in England, an denen Teilnehmern aus der ganzen Welt zusammenkamen, sowie regelmäßige Workshops in London. Halevi selbst reiste für Vorträge und Seminare unter anderem in die USA, nach Deutschland, Israel, Japan, Australien, Brasilien und Mexiko.
Der organisatorische Aufbau der Society blieb bewusst dezentral und nicht-dogmatisch. Die Tutoren waren eigenverantwortlich tätig, orientierten sich aber an einem gemeinsamen Kanon von Texten, Diagrammen und didaktischen Prinzipien. Die London Kabbalah Group, die sich regelmäßig in Halevis Haus traf, bildete dabei lange Jahre ein inhaltliches Zentrum der Bewegung.

## Rezeption und Wirkung

### Einfluss auf moderne Kabbalah
Z'ev ben Shimon Halevi gilt als einer der einflussreichsten Vermittler kabbalistischer Lehre im 20. und frühen 21. Jahrhundert. Durch seine systematische Darstellung der Toledano-Tradition, seine Verbindung von klassischer Kabbalah mit psychologischer Selbsterkenntnis und seine klare, zugängliche Sprache machte er das oftmals als esoterisch wahrgenommene Gebiet für eine breite, internationale Leserschaft verständlich.
Besonders sein Bemühen, die kabbalistische Symbolik in ein strukturiertes Weltbild mit psychologisch-spiritueller Dimension zu überführen, hatte großen Einfluss auf spirituelle Schulen im englischsprachigen Raum. Seine Arbeiten fanden Verbreitung unter Psychologen, spirituell Praktizierenden, Religionswissenschaftlern und Astrologen gleichermaßen.
Seine Diagramme zur Lebensstruktur und zur sphärischen Ordnung beeinflussten auch die Darstellung der Kabbalah in psychologischer und transpersonaler Literatur. Die Verbindung zur Tiefenpsychologie, insbesondere durch Kooperationen mit dem Centre for Psychological Astrology (CPA), trug zu seiner Bekanntheit in jungianischen und humanistischen Kreisen bei.
Auch jüdische Kreise nahmen Halevis Arbeit zunehmend wahr. Während einige Vertreter der traditionellen rabbinischen Kabbalah seine transkulturelle, psychologisch orientierte Auslegung kritisch betrachteten, würdigten andere seine Beiträge zur Popularisierung und Wiederbelebung einer vergessenen mystischen Dimension des Judentums.

### Wirkung in spirituellen und psychologischen Kreisen
Halevis Integration von kabbalistischer Symbolik mit psychologischen, insbesondere jungianischen Konzepten, fand besonderen Anklang in spirituell suchenden Milieus, in der transpersonalen Psychologie und unter Therapeuten mit spirituellem Interesse. Seine Deutungen boten vielen Leseren ein symbolisch fundiertes Modell der inneren Entwicklung, das jenseits von Konfessionen funktionierte und sich auf universelle Prinzipien des Menschseins bezog. Er war über Jahrzehnte ein gefragter Lehrer und Seminarleiter in internationalen spirituellen Ausbildungszentren wie dem Omega Institute, dem New York Open Center, dem Interface Boston oder dem Centre for Psychological Astrology in London. Dabei vermittelte er Kabbalah nicht nur als intellektuelles Studium, sondern als gelebte Praxis eines inneren Wandlungswegs, eingebettet in eine klare kosmische Struktur.
In seiner Zusammenarbeit mit astrologischen Schulen entwickelte Halevi auch Modelle kabbalistischer Astrologie, in denen astrologische Archetypen auf das Sphärensystem bezogen wurden. Diese Interdisziplinarität förderte den Dialog zwischen westlicher Mystik, Psychologie und symbolischer Wissenschaft. Nicht zuletzt bildete sich um seine Arbeit eine beständige internationale Studiengemeinschaft, die durch regelmäßige Kurse, Sommerschulen und die London Kabbalah Group verbunden blieb. Viele seiner Schüler trugen seine Lehre weiter – teils als Autoren, teils in therapeutischer oder lehrender Praxis.

### Kritische Rezeption und Einordnung
Trotz seiner breiten Wirkung und internationalen Lehrtätigkeit blieb die Rezeption von Z'ev ben Shimon Halevis Werk in der akademischen Judaistik und Religionswissenschaft ambivalent. Während seine systematische Darstellung der Kabbalah, insbesondere in der Toledano-Tradition, bei spirituell Suchenden, Psychologen und westlichen Esoterikern auf große Resonanz stieß, begegnete ihm die akademische Forschung teils mit Skepsis.
So äußerte der renommierte Kabbalah-Forscher Joseph Dan in einer Fußnote zur Einleitung seines Werkes The Heart and the Fountain: An Anthology of Jewish Mystical Experiences deutliche Kritik:

“Ein weiteres beunruhigendes Phänomen hängt mit den zahlreichen Büchern über die Kabbalah, ihre Geschichte, ihre Natur und ihre Traditionen zusammen, die als Anleitung für ein modernes Leben veröffentlicht wurden – verfasst von ‚Z'ev ben Shimon Halevi‘, einem netten englischen Gentleman aus Hampstead, der kein Hebräisch beherrscht. Seine Bücher wurden von vielen, darunter auch Simo Parpola, als authentische, wissenschaftliche Quelle verwendet.”

Dan problematisiert hier insbesondere Halevis fehlende philologische Kompetenz im Hebräischen sowie die Tendenz, seine Schriften als wissenschaftlich zu rezipieren, obwohl sie aus Sicht der Judaistik eher als spirituelle, didaktische Adaptionen gelten müssten.
Diese Kritik trifft einen Grundkonflikt der modernen Kabbalah-Rezeption: Zwischen akademischer Exaktheit, religiöser Orthodoxie und spiritueller Aneignung durch westlich-esoterische Strömungen ist die Einordnung von Halevis Werk nicht eindeutig. Während orthodoxe jüdische Kreise seine Popularisierung der Kabbalah ablehnten, fanden interreligiöse Dialoggruppen, transpersonale Psychologen und moderne Mystiker in seiner Symbolsprache eine integrative Landkarte innerer Entwicklung.

## Publikationen (Auswahl)

### Frühe Werke zur Theaterkunst
- Introducing Stagecraft, als Warren Kenton, Drake Publishers, ca. 1971
- Play Begins: A Documentary-Novel upon the Mounting of a Play, als Warren Kenton, Elek Books, 1971
- Stage Properties and How to Make Them, als Warren Kenton, Pitman, 1978

### Bücher zur Kabbalah
- An Introduction to the Cabala: Tree of Life, Rider, 1972; Samuel Weiser, 1991
- Adam and the Kabbalistic Tree, Rider, London, 1974
- A Kabbalistic Universe, Samuel Weiser, 1977; Gateway, 1988
- Kabbalah: A Tradition of Hidden Knowledge, Thames and Hudson, 1979
- Kabbalah and Exodus, Rider, 1980; Samuel Weiser, 1988; Gateway Books, 1993
- The Work of the Kabbalist, Gateway, 1984; Samuel Weiser, 1993
- The School of the Soul, Gateway Books, 1985
- Psychology and Kabbalah, Samuel Weiser, 1986; Gateway, 1991
- The Way of Kabbalah, Gateway Books, 1991
- Kabbalah: The Divine Plan, HarperCollins, 1996
- Introduction to the World of Kabbalah, Tree of Life Publishing (UK), 2008
- The Path of a Kabbalist: An Autobiography, Tree of Life Publishing (UK), 2009
- A Kabbalistic View of History, Tree of Life Publishing (UK), 2013
- Kabbalistic Contemplations, Bet El Trust (UK), 2021

### Astrologie und Kabbalah
- As Above, So Below: A Study in Cosmic Progression, als Warren Kenton, Stuart & Watkins, 1969
- Astrology: The Celestial Mirror, als Warren Kenton, Thames and Hudson, 1974
- Astrology and Kabbalah, Urania Trust, 2000; zuvor erschienen als The Anatomy of Fate, Gateway Books, 1978

### Roman
- The Anointed, Penguin Arcana, 1987

### Audio-CDs
- Way of Kabbalah Meditations, Tree of Life Publishing (UK), 2004